# Lettera di Kiev

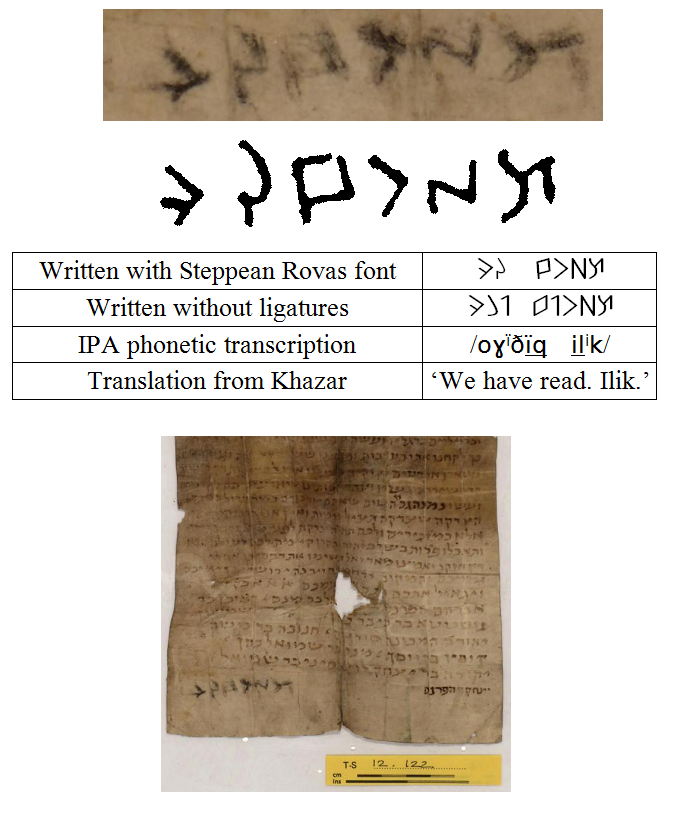
La scansione della lettera di Kiev nella collezione della Biblioteca dell'Università di Cambridge

La lettera di Kiev è una lettera dell'inizio del X secolo (930 circa) che si ritiene sia stata scritta da rappresentanti della comunità ebraica di Kiev. La lettera, una raccomandazione in lingua ebraica scritta per conto di un membro della loro comunità, faceva parte di un'enorme collezione portata a Cambridge da Solomon Schechter della Geniza del Cairo. Fu scoperto nel 1962 durante un'indagine sui documenti Geniza da Norman Golb dell'Università di Chicago. La lettera è datata dalla maggior parte degli studiosi intorno al 930 d.C. Alcuni pensano (sulla base della natura "implorante" del testo, menzionata di seguito) che la lettera risale a un'epoca in cui i Cazari non erano più una forza dominante nella politica della città. Secondo Marcel Erdal la lettera non viene da Kiev ma è stata spedita a Kiev.

## Significato storico
Alcuni studiosi indicano un distretto di Kievan Podil che prende il nome dai Cazari (chiamato "Kozare"), il che indica ad alcuni che i Cazari turchi vivevano a Kiev. Apparentemente i Cazari giocarono un ruolo significativo nella vitalità economica della città, importando caviale, pesce e sale a Kiev. Ciò potrebbe indicare una presenza radhanita nella città, che era comune nella grande Khazaria.
Se è così, a prima vista potrebbe suggerire che il controllo cazaro su Kiev, in una forma o nell’altra, continuò fino al X secolo, significativamente più tardi della data tradizionale della conquista da parte di Oleg, 882. D’altra parte, la lettera stessa implica che le autorità cazare potevano fare ben poco per aiutare la comunità ebraica di Kiev. La lettera stessa era finita in Egitto, e l’assediato richiedente l’elemosina aveva presumibilmente viaggiato per migliaia di miglia in cerca di sollievo. L'identità e lo status del funzionario incaricato del controllo sono pertanto ambigui. Sembrerebbe più probabile che la lettera sia stata rivista in Cazaria mentre il potere ebraico cazaro era in declino non solo a Kiev ma anche nel cuore stesso (in un momento imprecisato dell'XI secolo).

## Significato linguistico
L'identità linguistica dell'iscrizione runica non è chiara. Il presupposto implicito che sia veramente Cazaro è problematico poiché la lettera sarebbe l'unica testimonianza scritta di cazaro esistente oggi. Erdal si oppone a tale ipotesi e favorisce il Bolgar-Chuvash (hakurüm dal verbo ricostruito *okï-, 'chiamare, recitare, leggere') e suggerisce che abbia avuto origine nella regione danubiano-bulgara. (Iscrizioni simili in latino e greco si trovano in documenti bizantini più o meno dello stesso periodo.)

L'iscrizione runica turca sulla Lettera di Kiev.

Notevoli sono anche i nomi insoliti dei membri della comunità, molti dei quali sono stati controversamente ipotizzati come di origine slava o turca.

## Testo
Il Primo tra i primi [cioè Dio], Colui che è adornato con la corona "Ultimo e Primo",
Che ascolta la voce sussurata e ascolta le parole e la lingua - possa Egli proteggerli
come la pupilla [del suo occhio] e farli dimorare con Nahshon in alto come all'inizio -
Uomini di Verità, disprezzatori del guadagno, operatori di [opere di] bontà e cercatori di carità,
custodi della salvezza, il cui pane è disponibile per ogni viaggiatore e passante,
comunità santa sparsa in tutti gli angoli (del mondo): possa essere volontà
del Maestro della Pace farli dimorare come una corona di pace! Ora, i nostri ufficiali e maestri,
noi, [la] comunità di Kiev, vi informiamo della questione di questo Signor Jacob bar
Hanukkah, che è dei figli di [buona gente]. Era uno dei donatori, e non dei
ricevitori, finché un crudele decreto fu decretato contro di lui, poiché suo fratello andò e prese denaro
dai gentili; questo Jacob si fece garante. Suo fratello si mise in viaggio, e venne
briganti che lo uccisero e presero il suo denaro. Poi vennero i creditori
[e] presero prigioniero questo Jacob, misero catene di ferro al suo collo
e ferri alle sue gambe. Rimase lì un intero anno...
[e in seguito] lo abbiamo preso in garanzia; abbiamo pagato sessanta [monete] e vi [era...]
ancora un debito di quaranta monete; così lo abbiamo mandato tra le sante comunità
affinché siano pietà di lui. Ora, dunque, o nostri maestri, levate i vostri occhi al cielo
e fate come è vostra buona consuetudine, poiché sapete quanto è grande la virtù
della carità. Poiché la carità salva dalla morte. Non siamo qui per ammonirvi
ma piuttosto per ricordarvi; e per voi la carità sarà davanti al Signore vostro Dio.
Mangerete i frutti in questo mondo, e il capitale [di meriti] sarà vostro perpetuamente nel mondo a venire.
Siate solo forti e di buon coraggio, e non mettete le nostre parole dietro
le vostre spalle; e possa l'Onnipresente avere misericordia di voi e costruire Gerusalemme nei vostri giorni
e redimervi e anche noi con voi. (Segue un acronimo che sta per "Amen, Amen, Amen, presto [possa giungere la redenzione]" oppure "Noi siamo persone fraterne, presto [...]".)
Abraham il Parnas [capo della comunità] [...]el bar MNS Reuben bar
GWSTT (Gostata) bar KYBR (Kiabar) Kohen Samson
Judah, che è chiamato SWRTH (Surta) Hanukah bar Moses
QWFYN (Kufin) bar Joseph MNR (Manar) bar Samuel Kohen
Giuda bar Isaac [il] Levita Sinai bar Samuel
Isacco il Parnaso [Segue un'iscrizione rovas turca/stepenica, letta in vari modi come okhqurüm/hokurüm/hakurüm, "Ho letto (questo o esso)"]